# حسینعلی معیرالممالک

حسینعلی‌خان معیرالممالک

حسینعلی‌خان معیرالممالک (۱۲۱۳–۱۲۷۴، ۱۱۷۷–۱۲۳۶ هجری شمسی)، از رجال قاجار، خزانه‌دار و عیارزن مسکوکات در دورهٔ سلطنت محمد شاه قاجار و ناصرالدین شاه قاجار
پدرش دوستعلی‌خان معیرالممالک خزانه‌دار آقامحمدخان قاجار و فتحعلی شاه بود و مادرش حاجیه خانم نام داشت. طایفه معیری از روستای ابرسج بسطام بودند حاجیه خانم از معاشران و مونسان آسیه خانم مادر فتحعلی شاه بود و مورد محبت و احترام فتحعلی شاه قرار داشت.
در جوانی فرزانه خانم دختر فتحعلی شاه را به زنی گرفت و به دلیل خدمات بسیار پدرش، از پرداخت وجوه و هدایایی که برای ازدواج با شاهزاده‌ای لازم بود، معاف شد. معیرالممالک در جنگ هرات در رکاب محمد شاه حضور داشته و در محاصرهٔ آن شهر شرکت کرده بود. پس از وفات محمد شاه، با کمک مهد علیا ناصرالدین شاه را به تخت نشاند در دوران صدارت امیر کبیر، مخالفت و عدم اعتماد امیر کبیر به معیرالممالک باعث دور شدن معیر از دربار شد. او علاوه بر خزانه‌داری و عیارزنی، به تواتر به حکومت یزد و رشت نیز منصوب می‌شد. باغ فردوس را (که اکنون محل موزه سینمای ایران است) حسینعلی‌خان بنا کرد.
معیرالممالک در ۱۲۷۴ درگذشت و در کربلا به خاک سپرده شد.
حسینعلی‌خان از فرزانه‌خانم دو دختر داشت که هر دو در جوانی درگذشتند و از همسر دوم، شیرین‌شاه‌خانم بسطامی، دختر عمویش، صاحب پسری به نام دوستعلی‌خان نظام‌الدوله بود.